# Алмейрин (район)
Алмейрин (порт. Almeirim) — район (фрегезия) в Португалии, входит в округ Сантарен. Является составной частью муниципалитета Алмейрин. По старому административному делению входил в провинцию Рибатежу. Входит в экономико-статистический субрегион Лезирия-ду-Тежу, который входит в Алентежу. Население составляет 11 607 человек на 2001 год. Занимает площадь 69,04 км².